# Eleccions legislatives luxemburgueses de 1925
Les eleccions legislatives luxemburgueses de 1925 se celebraren el 25 de març de 1925, per a renovar els 47 membres de la Cambra de Diputats de Luxemburg. El més votat fou el Partit de la Dreta, i fou nomenat primer ministre el seu cap, Émile Reuter.

## Resultats
| ← Eleccions legislatives luxemburgueses, 1925 → |                                       |   |            |        |            |
| Partit                                          | Partit                                | % | Diferència | Escons | Diferència |
|                                                 | Partit de la Dreta                    |   |            | 22     |            |
|                                                 | Partit dels Treballadors de Luxemburg |   |            | 8      |            |
|                                                 | Partit Radical Socialista             |   |            | 5      |            |
|                                                 | Partit Nacional Independent           |   |            | 3      |            |
|                                                 | Partit Radical Liberal                |   |            | 3      |            |
|                                                 | Unió Nacional Independent             |   |            | 2      |            |
|                                                 | Partit Independent de l'Est           |   |            | 2      |            |
|                                                 | Liberals d'Esquerra                   |   |            | 1      |            |
|                                                 | Partit Independent de la Dreta        |   |            | 1      |            |
| Total                                           | Total                                 |   |            | 47     | —          |
|                                                 |                                       |   |            |        |            |